# Niten Ichi-ryū

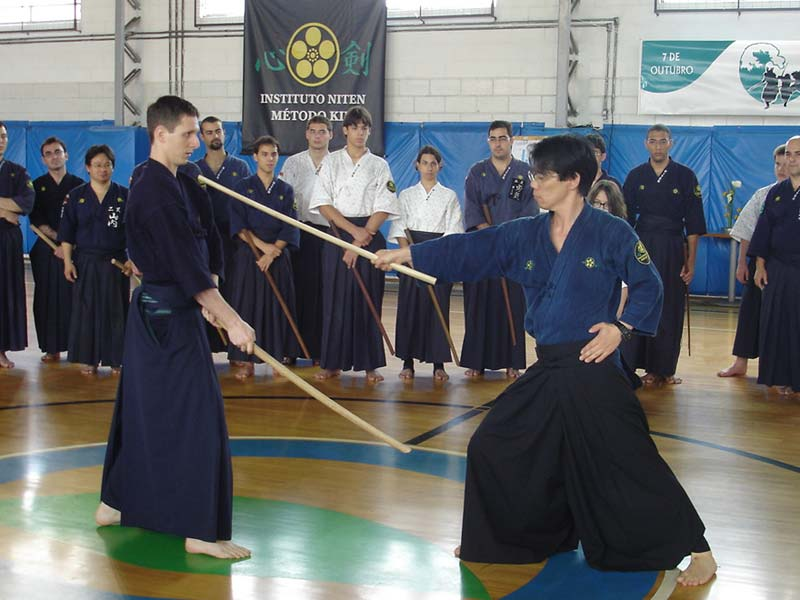
Kata do Niten ichi Ryu criado por Miyamoto Musashi

Niten ichi-ryū (二天一流) é o estilo de kenjutsu criado por Miyamoto Musashi (1584-1645), bastante popularizado e romanceado através de livros e filmes. 

## História

### Origem
Acredita-se que o estilo criado por Musashi tenha sofrido várias influências, incluindo-se o estilo criado por seu pai, Shinmen Munisai (em japonês:  新免無二斎). O estilo de Shinmen (alguns afirmam que o sobrenome dele era Hirata) era chamado de jitte tōri-ryū (em japonês:  実手當理流), e utilizava uma arma chamada jitte mas com algumas modificações próprias para o estilo. Entretanto, não é possível averiguar se realmente existem influências deste estilo no niten ichi-ryū, pois o tōri-ryū não existe mais.
Quando jovem, Musashi chamou seu estilo de enmei-ryū (em japonês:  円明流), e posteriormente de niten ichi-ryū. Atualmente, ainda existem pessoas que afirmam praticar enmei-ryū, sendo este diferente do estilo niten ichi-ryū.
O estilo niten ichi-ryū praticado até nossos dias foi estabelecido nos últimos anos de vida de Musashi e representa a totalidade de seus ensinamentos. Várias pessoas praticaram o estilo, mas considera-se que a linhagem foi passada em sua totalidade para apenas três pessoas: Terao Magonojō (em japonês:  寺尾孫之丞), Terao Kyumanosuke (em japonês:  寺尾求馬助) e Furuhashi Sōzaemon (em japonês:  古橋惣左衛門).
Com o passar do tempo, surgiram ramificações no estilo, denominadas linhagens. A linhagem considerada oficial do estilo é a herdada por Santō Hikozaemon (em japonês:  山東彦左衛門), que manteve viva e inalterada a linhagem de Terao Kyumanosuke. Para fins meramente de conveniência, alguns estudiosos chamam essa linhagem de "vertente Santō" ou "Santō-ha" (em japonês:  山東派). Esta é a linhagem registrada oficialmente como hyōhō niten ichi-ryū (em japonês:  兵法二天一流) junto ao Nihon Kobudo Kyokai 日本古武道協会 e ao Nihon Kobudo Shinkokai 日本古武道振興会.

### Atualmente
Atualmente, existem várias linhagens do estilo, abertas por diversas pessoas durante o passar dos anos.
As duas principais linhagens que existem hoje em dia são o hyōhō niten ichi-ryū (Santō-ha) e o Noda-ha niten ichi-ryū, que se separam ainda na terceira geração. Estas duas linhagens se fragmentaram desde então, existindo hoje quatro linhas do Santō-ha e duas linhas do Noda-ha.
Nos anos 1950 houve uma aproximação por parte do Noda-ha tentando fundir novamente as duas linhagens. O 8º Soke do hyōhō niten ichi-ryū, Aoki Kikuo, preferiu manter as linhagens separadas e independentes. Desta maneira as duas linhagens seguem em separado até nossos dias.

### Linhagens

#### Hyōhō niten ichi-ryū
Esta linhagem ficou preservada em Kumamoto até a oitava geração. Entre a 5ª e a 7ª geração seus sucessores pertenciam à mesma família (Santō), de modo que esta linhagem também é conhecida como Santō-ha.
Após a oitava geração esta linhagem dividiu-se em outras vertentes, ainda praticadas hoje em dia:
- Hyōhō niten ichi-ryū Seito: é a linha principal. Possui três representantes, sendo Kin Chin (Taiwan) da 11ª geração e Kajiya Takanori e Yoshimochi Kiyoshi da 12ª geração
- Miyakawa-ha hyōhō niten ichi-ryū: Atual representante Miyakawa Morihito
- Hosokawa-ke hyōhō niten ichi-ryū: Atual representante Miyata Kazuhiro

A linha Seito, se dividiu novamente na décima geração em 2003, quando o 10° Soke, Imai Massayuke, decidiu ter três sucessores.
O principal destes sucessores, Kiyonaga Fumiya, faleceu em 2004. Em 2007 sua linhagem foi restabelecida com Yoshimoti Kiyoshi, filho e sucessor do Shihan Gosho Motoharu, o mais antigo discípulo do oitavo Soke e mestre de Imai Massayuke.
A linha seito é a com maior número de praticantes. Sob Yoshimoti Kiyoshi o estilo é praticada no Japão, Brasil, Argentina, Chile e Estados Unidos, reunindo mais de 800 pessoas.
Iwami Toshio possui praticantes no Japão, França, Reino Unido, Holanda, Bélgica, Finlândia, Alemanha, Canada e Estados Unidos. Ele é o representante registrado pela NKK e NKS
O grupo de Miyakawa Morihito (Miyakawa-ha) possui representantes no Japão e Espanha.
|             | Santō-ha hyōhō niten ichi-ryū          | Santō-ha hyōhō niten ichi-ryū          | Santō-ha hyōhō niten ichi-ryū          | Santō-ha hyōhō niten ichi-ryū          | Santō-ha hyōhō niten ichi-ryū          | Santō-ha hyōhō niten ichi-ryū          | Santō-ha hyōhō niten ichi-ryū          | Santō-ha hyōhō niten ichi-ryū          | Santō-ha hyōhō niten ichi-ryū          |
| ----------- | -------------------------------------- | -------------------------------------- | -------------------------------------- | -------------------------------------- | -------------------------------------- | -------------------------------------- | -------------------------------------- | -------------------------------------- | -------------------------------------- |
| Fundador    | Miyamoto Musashi 宮本 武蔵 藤原 玄信   | Miyamoto Musashi 宮本 武蔵 藤原 玄信   | Miyamoto Musashi 宮本 武蔵 藤原 玄信   | Miyamoto Musashi 宮本 武蔵 藤原 玄信   | Miyamoto Musashi 宮本 武蔵 藤原 玄信   | Miyamoto Musashi 宮本 武蔵 藤原 玄信   | Miyamoto Musashi 宮本 武蔵 藤原 玄信   | Miyamoto Musashi 宮本 武蔵 藤原 玄信   | Miyamoto Musashi 宮本 武蔵 藤原 玄信   |
| 2ª Geração  | Terao Kyumanosuke Nobuyuki 寺尾 求馬助 | Terao Kyumanosuke Nobuyuki 寺尾 求馬助 | Terao Kyumanosuke Nobuyuki 寺尾 求馬助 | Terao Kyumanosuke Nobuyuki 寺尾 求馬助 | Terao Kyumanosuke Nobuyuki 寺尾 求馬助 | Terao Kyumanosuke Nobuyuki 寺尾 求馬助 | Terao Kyumanosuke Nobuyuki 寺尾 求馬助 | Terao Kyumanosuke Nobuyuki 寺尾 求馬助 | Terao Kyumanosuke Nobuyuki 寺尾 求馬助 |
| 3ª Geração  | Terao Gouemon Katsuyuki 寺尾 郷右衛門  | Terao Gouemon Katsuyuki 寺尾 郷右衛門  | Terao Gouemon Katsuyuki 寺尾 郷右衛門  | Terao Gouemon Katsuyuki 寺尾 郷右衛門  | Terao Gouemon Katsuyuki 寺尾 郷右衛門  | Terao Gouemon Katsuyuki 寺尾 郷右衛門  | Terao Gouemon Katsuyuki 寺尾 郷右衛門  | Terao Gouemon Katsuyuki 寺尾 郷右衛門  | Terao Gouemon Katsuyuki 寺尾 郷右衛門  |
| 4ª Geração  | Yoshida Josetsu Masahiro 吉田 如雪     | Yoshida Josetsu Masahiro 吉田 如雪     | Yoshida Josetsu Masahiro 吉田 如雪     | Yoshida Josetsu Masahiro 吉田 如雪     | Yoshida Josetsu Masahiro 吉田 如雪     | Yoshida Josetsu Masahiro 吉田 如雪     | Yoshida Josetsu Masahiro 吉田 如雪     | Yoshida Josetsu Masahiro 吉田 如雪     | Yoshida Josetsu Masahiro 吉田 如雪     |
| 5ª Geração  | Santō Hikozaemon Kyohide 山東 彦左衛門 | Santō Hikozaemon Kyohide 山東 彦左衛門 | Santō Hikozaemon Kyohide 山東 彦左衛門 | Santō Hikozaemon Kyohide 山東 彦左衛門 | Santō Hikozaemon Kyohide 山東 彦左衛門 | Santō Hikozaemon Kyohide 山東 彦左衛門 | Santō Hikozaemon Kyohide 山東 彦左衛門 | Santō Hikozaemon Kyohide 山東 彦左衛門 | Santō Hikozaemon Kyohide 山東 彦左衛門 |
| 6ª Geração  | Santō Hanbê Kiyoaki 山東 半兵衛        | Santō Hanbê Kiyoaki 山東 半兵衛        | Santō Hanbê Kiyoaki 山東 半兵衛        | Santō Hanbê Kiyoaki 山東 半兵衛        | Santō Hanbê Kiyoaki 山東 半兵衛        | Santō Hanbê Kiyoaki 山東 半兵衛        | Santō Hanbê Kiyoaki 山東 半兵衛        | Santō Hanbê Kiyoaki 山東 半兵衛        | Santō Hanbê Kiyoaki 山東 半兵衛        |
| 7ª Geração  | Santō Shinjurō Kiyotake 山東 新十郎    | Santō Shinjurō Kiyotake 山東 新十郎    | Santō Shinjurō Kiyotake 山東 新十郎    | Santō Shinjurō Kiyotake 山東 新十郎    | Santō Shinjurō Kiyotake 山東 新十郎    | Santō Shinjurō Kiyotake 山東 新十郎    | Santō Shinjurō Kiyotake 山東 新十郎    | Santō Shinjurō Kiyotake 山東 新十郎    | Santō Shinjurō Kiyotake 山東 新十郎    |
| 8ª Geração  | Aoki Kikuo Hisakatsu 青木 規矩男       | Aoki Kikuo Hisakatsu 青木 規矩男       | Aoki Kikuo Hisakatsu 青木 規矩男       | Aoki Kikuo Hisakatsu 青木 規矩男       | Aoki Kikuo Hisakatsu 青木 規矩男       | Aoki Kikuo Hisakatsu 青木 規矩男       | Aoki Kikuo Hisakatsu 青木 規矩男       | Aoki Kikuo Hisakatsu 青木 規矩男       | Aoki Kikuo Hisakatsu 青木 規矩男       |
|             | Hyōhō niten ichi-ryū seito             | Hyōhō niten ichi-ryū seito             | Hyōhō niten ichi-ryū seito             | Miyakawa-ha hyōhō niten ichi-ryū       | Hosokawa-ke hyōhō niten ichi-ryū       |                                        |                                        |                                        |                                        |
| 9ª Geração  | Kiyonaga Tadanao 清長 忠直             | Kiyonaga Tadanao 清長 忠直             | Kiyonaga Tadanao 清長 忠直             | Miyakawa Yasutaka                      | Miyakawa Isaburō                       |                                        |                                        |                                        |                                        |
| 10ª Geração | Imai Masayuki 今井 正之                | Imai Masayuki 今井 正之                | Imai Masayuki 今井 正之                | Miyakawa Morihito (Atual)              | Hiejima Masanobu                       |                                        |                                        |                                        |                                        |
| 11ª Geração | Kiyonaga Fumiya 清長フミヤ             | Iwami Toshio 岩見 利男 (Atual)         | Kin Chin (Atual)                       |                                        | Miyata Kazuhiro (Atual)                |                                        |                                        |                                        |                                        |
| 12ª Geração | Yoshimoti Kiyoshi 吉用清               | Kajiya Takanori (Atual)                |                                        |                                        |                                        |                                        |                                        |                                        |                                        |
| 13ª Geração | Ishii Toyozumi 石井豊澄 (Atual)        |                                        |                                        |                                        |                                        |                                        |                                        |                                        |                                        |

#### Noda-ha niten ichi-ryū
Exitem hoje duas ramificações do noda-ha: o noda-ha niten ichi-ryū e o Musashi-kai niten ichi-ryū.
|             | Noda-ha niten ichi-ryū                 | Noda-ha niten ichi-ryū                 | Noda-ha niten ichi-ryū                 | Noda-ha niten ichi-ryū                 | Noda-ha niten ichi-ryū                 | Noda-ha niten ichi-ryū                 | Noda-ha niten ichi-ryū                 | Noda-ha niten ichi-ryū                 | Noda-ha niten ichi-ryū                 |
| ----------- | -------------------------------------- | -------------------------------------- | -------------------------------------- | -------------------------------------- | -------------------------------------- | -------------------------------------- | -------------------------------------- | -------------------------------------- | -------------------------------------- |
| Fundador    | Miyamoto Musashi                       | Miyamoto Musashi                       | Miyamoto Musashi                       | Miyamoto Musashi                       | Miyamoto Musashi                       | Miyamoto Musashi                       | Miyamoto Musashi                       | Miyamoto Musashi                       | Miyamoto Musashi                       |
| 2ª Geração  | Terao Kyumanosuke Nobuyuki 寺尾 求馬助 | Terao Kyumanosuke Nobuyuki 寺尾 求馬助 | Terao Kyumanosuke Nobuyuki 寺尾 求馬助 | Terao Kyumanosuke Nobuyuki 寺尾 求馬助 | Terao Kyumanosuke Nobuyuki 寺尾 求馬助 | Terao Kyumanosuke Nobuyuki 寺尾 求馬助 | Terao Kyumanosuke Nobuyuki 寺尾 求馬助 | Terao Kyumanosuke Nobuyuki 寺尾 求馬助 | Terao Kyumanosuke Nobuyuki 寺尾 求馬助 |
| 3ª Geração  | Shinmen Bensuke Nobumori               | Shinmen Bensuke Nobumori               | Shinmen Bensuke Nobumori               | Shinmen Bensuke Nobumori               | Shinmen Bensuke Nobumori               | Shinmen Bensuke Nobumori               | Shinmen Bensuke Nobumori               | Shinmen Bensuke Nobumori               | Shinmen Bensuke Nobumori               |
| 4ª Geração  | Murakami Masao                         | Murakami Masao                         | Murakami Masao                         | Murakami Masao                         | Murakami Masao                         | Murakami Masao                         | Murakami Masao                         | Murakami Masao                         | Murakami Masao                         |
| 5ª Geração  | Murakami Masakatsu                     | Murakami Masakatsu                     | Murakami Masakatsu                     | Murakami Masakatsu                     | Murakami Masakatsu                     | Murakami Masakatsu                     | Murakami Masakatsu                     | Murakami Masakatsu                     | Murakami Masakatsu                     |
| 6ª Geração  | Noda Saburōbê Ikkei                    | Noda Saburōbê Ikkei                    | Noda Saburōbê Ikkei                    | Noda Saburōbê Ikkei                    | Noda Saburōbê Ikkei                    | Noda Saburōbê Ikkei                    | Noda Saburōbê Ikkei                    | Noda Saburōbê Ikkei                    | Noda Saburōbê Ikkei                    |
| 7ª Geração  | Noda Tanekatsu                         | Noda Tanekatsu                         | Noda Tanekatsu                         | Noda Tanekatsu                         | Noda Tanekatsu                         | Noda Tanekatsu                         | Noda Tanekatsu                         | Noda Tanekatsu                         | Noda Tanekatsu                         |
| 8ª Geração  | Ôtsuka Akihiro                         | Ôtsuka Akihiro                         | Ôtsuka Akihiro                         | Ôtsuka Akihiro                         | Ôtsuka Akihiro                         | Ôtsuka Akihiro                         | Ôtsuka Akihiro                         | Ôtsuka Akihiro                         | Ôtsuka Akihiro                         |
| 9ª Geração  | Ôtsuka Tsunekiyo                       | Ôtsuka Tsunekiyo                       | Ôtsuka Tsunekiyo                       | Ôtsuka Tsunekiyo                       | Ôtsuka Tsunekiyo                       | Ôtsuka Tsunekiyo                       | Ôtsuka Tsunekiyo                       | Ôtsuka Tsunekiyo                       | Ôtsuka Tsunekiyo                       |
| 10ª Geração | Nonomura Hironosuke                    | Nonomura Hironosuke                    | Nonomura Hironosuke                    | Nonomura Hironosuke                    | Nonomura Hironosuke                    | Nonomura Hironosuke                    | Nonomura Hironosuke                    | Nonomura Hironosuke                    | Nonomura Hironosuke                    |
| 11ª Geração | Itsuno Jûnai                           | Itsuno Jûnai                           | Itsuno Jûnai                           | Itsuno Jûnai                           | Itsuno Jûnai                           | Itsuno Jûnai                           | Itsuno Jûnai                           | Itsuno Jûnai                           | Itsuno Jûnai                           |
| 12ª Geração | Noda Tanehisa                          | Noda Tanehisa                          | Noda Tanehisa                          | Noda Tanehisa                          | Noda Tanehisa                          | Noda Tanehisa                          | Noda Tanehisa                          | Noda Tanehisa                          | Noda Tanehisa                          |
| 13ª Geração | Noda Tatsusaburō                       | Noda Tatsusaburō                       | Noda Tatsusaburō                       | Noda Tatsusaburō                       | Noda Tatsusaburō                       | Noda Tatsusaburō                       | Noda Tatsusaburō                       | Noda Tatsusaburō                       | Noda Tatsusaburō                       |
| 14ª Geração | Kanō Gunji                             | Kanō Gunji                             | Kanō Gunji                             | Kanō Gunji                             | Kanō Gunji                             | Kanō Gunji                             | Kanō Gunji                             | Kanō Gunji                             | Kanō Gunji                             |
| 15ª Geração | Tsuruta Mitsuo                         | Tsuruta Mitsuo                         | Tsuruta Mitsuo                         | Tsuruta Mitsuo                         | Tsuruta Mitsuo                         | Tsuruta Mitsuo                         | Tsuruta Mitsuo                         | Tsuruta Mitsuo                         | Tsuruta Mitsuo                         |
| 16ª Geração | Matsunaga Nobuyuki                     | Matsunaga Nobuyuki                     | Matsunaga Nobuyuki                     | Matsunaga Nobuyuki                     | Matsunaga Nobuyuki                     | Matsunaga Nobuyuki                     | Matsunaga Nobuyuki                     | Matsunaga Nobuyuki                     | Matsunaga Nobuyuki                     |
|             | Noda-ha niten ichi-ryū                 | Musashi-kai niten ichi-ryū             |                                        |                                        |                                        |                                        |                                        |                                        |                                        |
| 17ª Geração | Inoue Mitsuyoshi                       | Arazeki Nitōsai                        |                                        |                                        |                                        |                                        |                                        |                                        |                                        |
| 18ª Geração |                                        | Nakamura Tenshin (Atual)               |                                        |                                        |                                        |                                        |                                        |                                        |                                        |

#### Ramificações extintas
Além das ramificações praticadas ainda hoje, outras foram extintas com os anos ou absorvidas por uma das linhagens ainda existentes

##### Murakami-ha niten ichi-ryū
Esta vertente surgiu entre a segunda e a terceira geração do estilo, criada por Murakami Masao. Posteriormente, foi absorvida pela vertente noda-ha niten ichi-ryū.
||
Terao Kyumanosuke Nobuyuki (algumas referências apresentam o segundo nome como "Motomenosuke") 寺尾 求馬助
||
Shinmen Bensuke Nobumori
||
Murakami Masao
||
Murakami Masakatsu
||
Noda Saburōbê Ikkei (Noda-ha Niten Ichi Ryu)

##### Furuhashi-ha niten ichi-ryū
Alguns estudiosos afirmam que esta foi a única linhagem a receber oficialmente as técnicas de luta corporal por Miyamoto Musashi, juntamente com o escrito "Jucchi no Den". Esta ramificação foi extinta na terceira geração.
||
Furuhashi Sōzaemon Yoshimasa 古橋　惣左衛門
||
Matsui Ichimasa 松井　市正

## Currículo do estilo

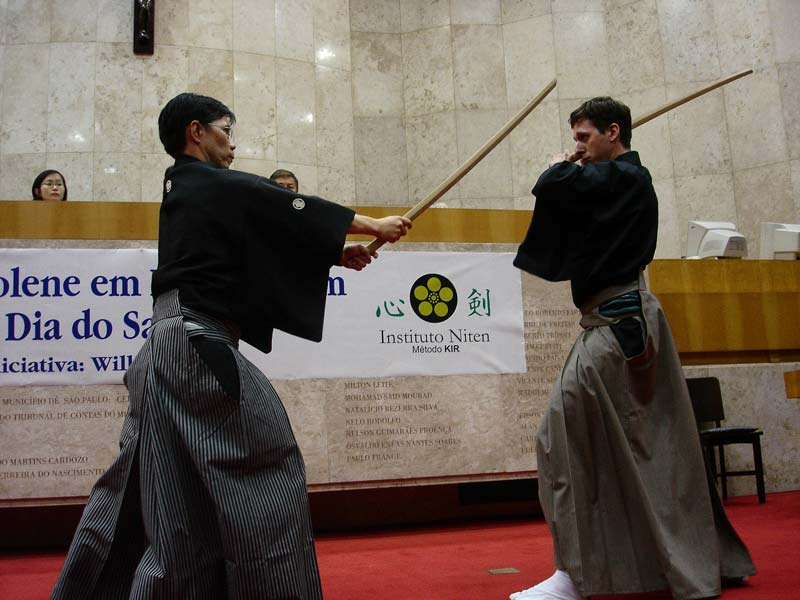
Tachi Seiho: 12 Katas com espada longa

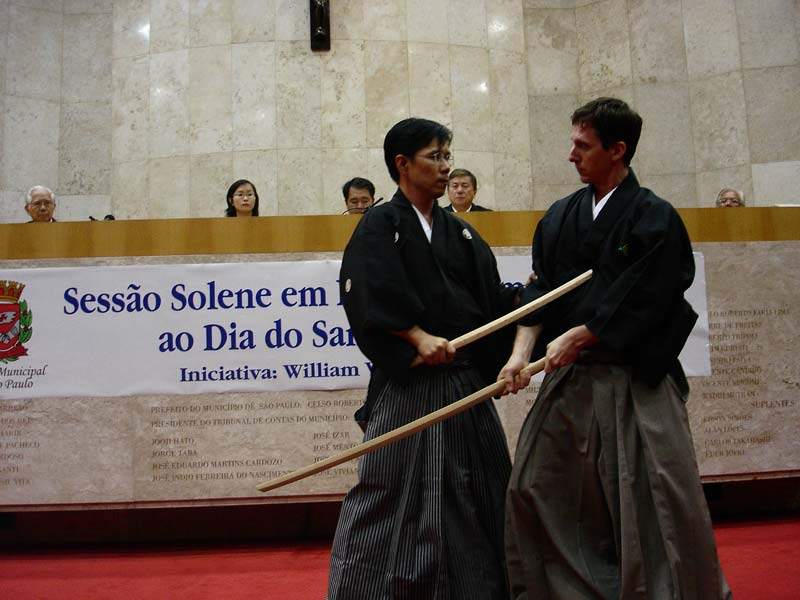
Kodachi Seiho: 7 Katas com espada curta

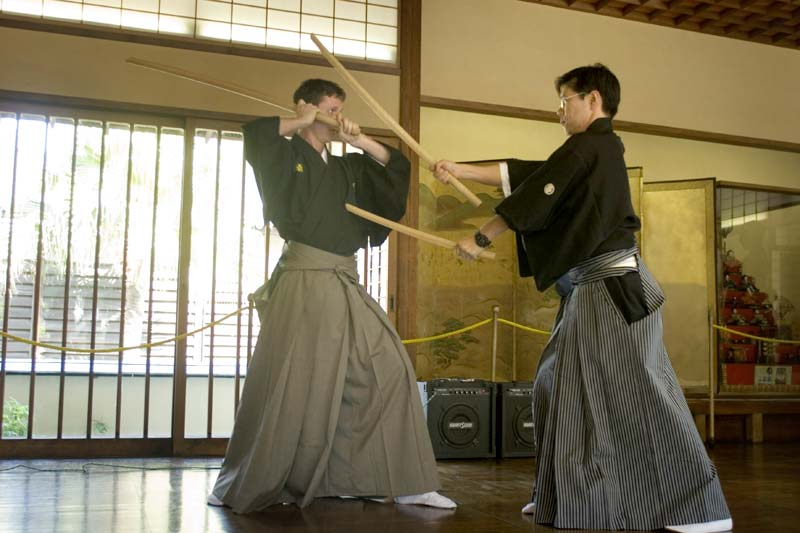
Nito Seiho: 5 Katas com duas espadas

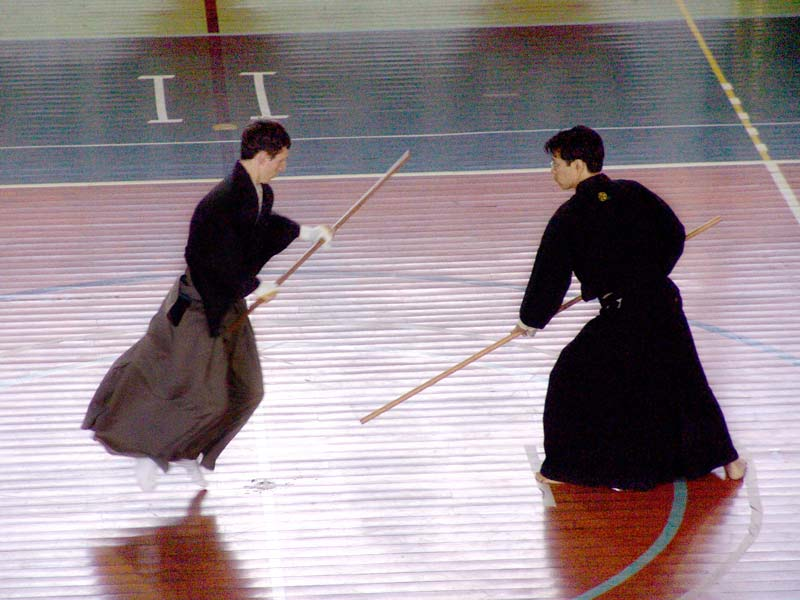
Bojutsu: 20 Katas com bastão longo

As técnicas — chamadas de seihō (em japonês:  勢法) — mais conhecidas do estilo niten ichi-ryū são as técnicas de duas espadas. Entretanto, o estilo não se baseia somente em técnicas com duas espadas. Possui armas com características próprias. Os 'bokutos — espada de madeira- são diferentes das usadas no kendo moderno. São feitas com base em um bokuto original feito pelo fundador, e existente até hoje.
Dentro do hyoho niten ichi-ryū, o estilo compreende as seguintes técnicas:

- Tachi Seihō 太刀勢法 - 12 técnicas com espada longa.

-Sassen

-Hasso Hidari

-Hasso Migi

-Uke Nagashi Hidari

-Uke Nagashi Migi

-Moji Gamae

-Haritsuke

-Nagashi Uchi

-Tora Buri

-Kazuki

-Aisen Uchidome

-Amashi Uchi
- Kodachi Seihō 小太刀勢法 - 7 técnicas com espada curta.

-Sassen

-Chudan

-Uke Nagashi

-Moji Gamae

-Haritsuke

-Nagashi Uchi

-Aisen
- Nitō Seihō 二刀勢法 - 5 técnicas com duas espadas (citadas no O Livro dos Cinco Anéis (Gorin No Sho)).

-Chudan

-Jodan

-Gedan

-Hidari Waki Gamae

-Migi Waki Gamae
- Bōjutsu 棒術 - 20 técnicas com um bastão longo, incluindo técnicas de bastão contra bastão e bastão contra espada.

Além disso, existem os ensinamentos kuden (lit. ensinamento oral), conhecidas apenas pelos praticantes mais avançados.

## Graduações do hyoho niten ichi-ryū
O hyoho niten ichi-ryū, assim como a maior parte dos estilos de koryu, usa o sistema de licenças de aprendizado.

1. Shoden: referente aos que dominam os katas de Tachi.
2. Chuden: após o Shoden, referente aos que dominam os katas de kodachi.
3. Okuden: após o Chuden, referente aos que dominam os katas de duas espadas.
4. Menkyo: após o Okuden, referente aos que dominam os katas de bō (bastão longo).
5. Menkyo kaiden: referente aos que dominam todos os katas do estilo e possuem uma profunda compreensão filosófica do Caminho e dos ensinamentos do fundador do estilo.

## Locais de prática

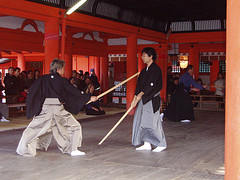
Itto seiho

O estilo é praticado predominantemente na região sudoeste do Japão, estando espalhada em províncias como Oita, Kumamoto e Shiga.
Na América do Sul (Brasil, Argentina e Chile) o Instituto Cultural Niten ensina o estilo. O fundador do Instituto Niten, Sensei Jorge Kishikawa, Shihan da 10ª geração (jyudai shihan), é discípulo do Shihan Gosho Motoharu e possui Menkyo Kaiden, a graduação mais alta no estilo.

### Português
- Instituto Niten - Representa o Hyoho Niten Ichi Ryu (Linhagem de Gosho Motoharu e Yoshimochi Kiyoshi) nas Américas
- Hyoho Niten Ichi Ryu com Kajiya Takanori soke

### Japonês
- Site oficial do Musashi-kai no Japão
- Site do Hosokawa-ke Hyoho Niten Ichi Ryu
- Hyoho Niten Ichi Ryu, Nihon Kobudo Kyokai

### Inglês
- Site oficial do Hyoho Niten Ichi Ryu (Linhagem de Yoshimoti Kiyoshi, 12° sucessor) no Japão
- Koryu.com - página com informações sobre estilos de kenjutsu.
- Site de Nguyen Thanh Thien, um praticante de Hyoho Niten Ichi Ryu de Kajiya Takanori, 12° sucessor
- Site de Hyoho Niten Ichi Ryu da linhagem de Kajiya takanori, 12° sucessor

### Francês
- Site de Nguyen Thanh Thien, um praticante de Hyoho Niten Ichi Ryu de Kajiya Takanori, 12° sucessor